# Rathaus (Banff)

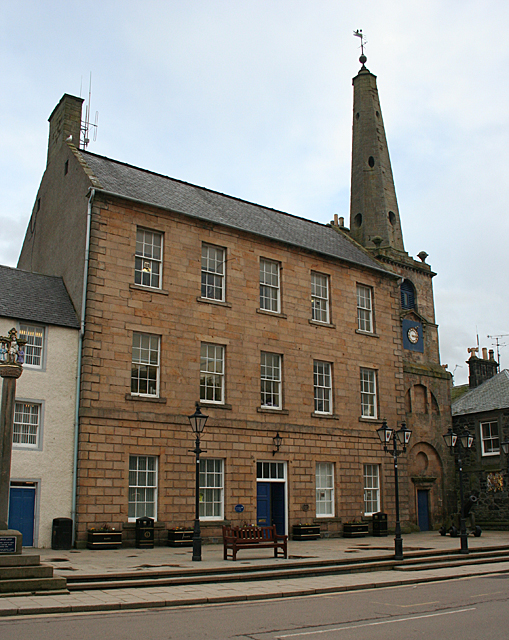
Rathaus von Banff

Das Rathaus von Banff befindet sich in der schottischen Kleinstadt Banff in der Council Area Aberdeenshire. Das Gebäude wurde 1972 in die schottischen Denkmallisten in der Denkmalkategorie B aufgenommen. Der angrenzende Glockenturm ist separat als Kategorie-A-Denkmal klassifiziert.

## Geschichte
Spätestens 1551 verfügte der Burgh Banff über eine Tolbooth. 1710 wurde eine neue Tolbooth errichtet, aus deren Zellen 1712 mehrere Gefangene entkamen. Im Laufe der 1760er Jahre wurde der Glockenturm errichtet, der heute an das Rathaus anschließt. Für den Entwurf zeichnet der schottische Architekt John Adam verantwortlich.
Das Rathaus wurde 1796 nach einem Entwurf von James Reid erbaut. Ursprünglich beherbergte es die Räumlichkeiten des Stadtrats, einen Versammlungsraum, einen Salon, ein Gefängnis und Büroräume für Justizbeamte. Zwischenzeitlich wurden sämtliche Räumlichkeiten in Büroräume überführt und größere Räume unterteilt.

## Beschreibung
Das dreistöckige Rathaus steht an der Low Street im historischen Stadtzentrum. Seine westexponierte Hauptfassade ist fünf Achsen weit. Während die übrigen Fassaden mit Harl verputzt sind, ist dort das im Erdgeschoss rustiziert ausgeführte Schichtenmauerwerk zu sehen. Mittig führt ein zweiflügliges Holzportal ins Innere. Entlang der Fassaden sind zwölfteilige Sprossenfenster eingelassen. Die Ecksteine sind rustiziert. Das Rathaus schließt mit einem schiefergedeckten Satteldach.
Der leicht zurückversetzte Glockenturm schließt an der Südseite an das Rathaus an. Der vierstöckige Turm weist einen quadratischen Grundriss auf. Das Eingangsportal an der Westseite ist mit einem schlichten Gesimse bekrönt. Im zweiten Turmabschnitt ist eine Turmuhr eingelassen, die sich unterhalb eines Rundbogenfensters befindet. Der hexagonale, sich verjüngende Helm mit ovalen Lukarnen schließt mit einer vergoldeten Kugel mit Wetterhahn.